# Hans Christian Gram
}
Hans Christian Gram   (Copenhaguen, 13 de setembre de 1853 - Copenhaguen, 14 de novembre de 1938) va ser un bacteriòleg danès que va desenvolupar el mètode per fer els microorganismes més visibles al microscopi anomenat tinció de Gram, d'ampli ús en microbiologia.

## Biografia
Graduat en medicina a Copenhaguen el 1878, va viatjar per diversos països d'Europa entre 1878 i 1885 estudiant farmacologia i bacteriologia. Mentre es trobava a Berlín el 1884, va descobrir el mètode per tenyir els bacteris que porta el seu nom i que es fa servir àmpliament per classificar els bacteris.

## Tinció de Gram

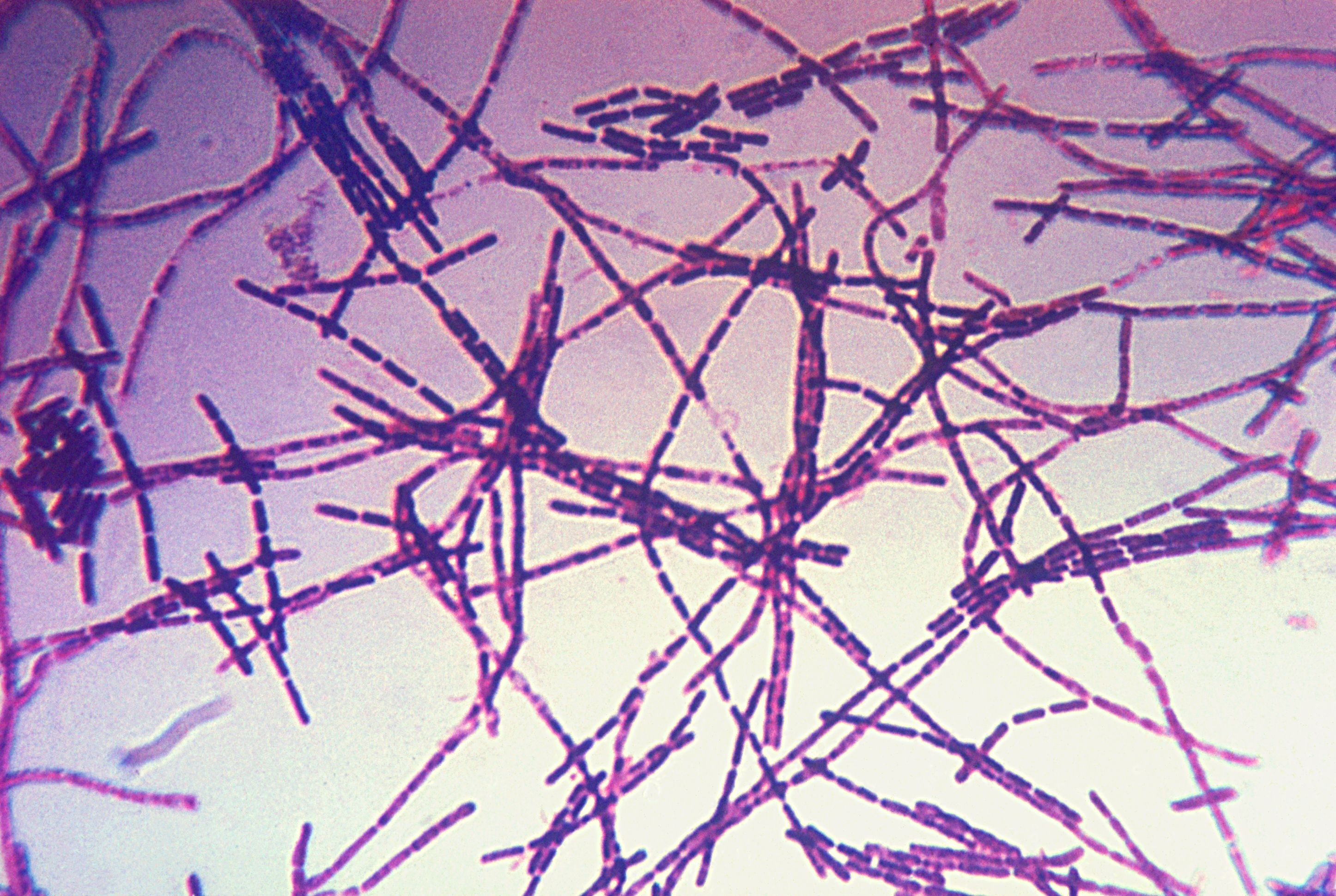
Bacilus anthracis tenyits amb la tinció de Gram

Gram va seguir el mètode de Paul Ehrlich, utilitzant una solució d'anilina i violeta de genciana. Després d'un tractament amb lugol (iode dissolt en iodur potàssic aquós) i etanol va observar que alguns bacteris retenien el colorant (per exemple els pneumococs) mentre que altres no ho feien. Això va permetre dividir els bacteris en grampositius i gramnegatius, classificació que és de gran utilitat avui dia per orientar la identificació bacteriana i triar un tractament d'antibiòtic de manera empírica.
Aquest mètode el va desenvolupar mentre estudiava els glòbuls vermells de la sang humana. Va ser un dels primers a reconèixer que els macroòcits eren els causants de l'anèmia perniciosa.

## Nomenament de Professor
El 1891 Gram va ser nomenat professor de farmacologia de la Universitat de Copenhaguen, on va mostrar un gran interès en els aspectes clínics de la farmacologia. Va ser un metge practicant durant tota la seva vida. Va ser President de la Comissió de la Pharmacopoeia entre 1901 i 1921 i director del departament de medicina interna de l'Hospital Frederick de Copenhaguen, fins a la seva jubilació el 1923.